# 野村雅道
野村 雅道（のむら まさみち、1954年 - ）は、日本の個人投資家。FX湘南投資グループ代表、中京大学講師。

## 学歴
- 1979年：東京大学教養学部卒

## 履歴
大学卒業後、東京銀行に入行し、ニューヨーク支店には属され国際投資業務と外貨資金業務に従事する。1987年米系銀行に転職し、外資系銀行を経験し、その後外国為替トレーディング業務、ヴァイス・プレジデント・チーフ・ディーラーとして辣腕を振るう。その後FX湘南投資グループを起業し代表を務め、その傍ら中京大学教員として学生に経済学を講義している。

## 著作
- 『マンガFX入門 : 読むだけで、FXの基本と儲かる仕組みがわかる! : サーフィンもFXも、人生に波はつきものだ!』（共著）ダイヤモンド社 2009
- 『野村式「ID為替」 : プロが教えるFX短期トレード超投資法』講談社 2008

## 人物
東京大学在学中は野球部主将として活躍し、六大学戦においては法政大学の江川卓から3打数3安打し、敬遠を含む3四球も奪って、当時30年ぶりに東京六大学4位躍進に貢献した。